# Martha Heesen
Martha Heesen (* 6. Mai 1948 in Oisterwijk, Niederlande) ist eine niederländische Kinder- und Jugendbuchautorin. 
Sie studierte Niederländisch und arbeitete zunächst als Übersetzerin. 1993 erschien ihr erstes Buch. Heute zählt Martha Heesen zu den bedeutenden niederländischen Jugendbuchautorinnen. Sie erhielt drei Mal in Folge den „Zilveren Griffel“ sowie 2015 mit dem Theo Thijssenprijs für ihr Gesamtwerk die höchste Auszeichnung, die die Niederlande für Autoren von Kinder- und Jugendliteratur zu vergeben haben. Ihr Buch „Die Nacht, als Mats nicht heimkam“ wurde 2004 mit der „Goldenen Eule“ ausgezeichnet und war 2006 für den Deutschen Jugendliteraturpreis nominiert.

## Veröffentlichungen
- Hunde muss man gar nicht mögen. 2015 ISBN 978-3-8369-5733-5.
- Montag hat Flügel, mit Illustrationen von Kees de Boer. Sauerländer, Mannheim 2010, ISBN 978-3-7941-6105-8. 
  - Originaltitel: Maandag heeft vleugels. Querido.
- Spitze Stacheln, weiches Herz. 2006 ISBN 3-596-80453-1
- Marie und der Himmel auf Erden. 2006 ISBN 3-7941-6062-2
- Die Nacht, als Mats nicht heimkam. 2005 ISBN 3-7941-8037-2
- Kleine Schwester, großes Biest. 2004 ISBN 3-596-80386-1
- Dringend und wichtig. 2003 ISBN 3-596-85132-7
- Kleine Schwester, großes Biest. 2002 ISBN 3-596-85103-3
- Jan auf Umwegen. 1998 ISBN 3-473-34358-7
- Stoffel greift ein. 1997 ISBN 3-473-34258-0